# Ilyrgis
Ilyrgis é um gênero de traça pertencente à família Arctiidae.